# Équitation aux Jeux paralympiques d'été de 2008
Navigation
Athènes 2004 Londres 2012
L' équitation aux jeux paralympiques d'été de 2008 est divisée en 11 épreuves de dressage mixtes. Comme pour les jeux olympiques, les épreuves ont eu lieu à Hong Kong.

## Classification des handicaps
Les athlètes sont classés en quatre catégories :
- Catégorie I (A et B) : athlètes ayant soit une déficience au niveau de l’équilibre du tronc, soit une motricité limitée des bras et des jambes. Allures autorisées : pas seulement ou pas et trot.
- Catégorie II : athlètes ayant soit un handicap grave au niveau de l’équilibre du tronc soit un handicap unilatéral grave. Allures autorisées : pas et trot.
- Catégorie III : athlètes hémiplégiques, ayant un handicap moyen des deux bras et jambes ou un grave handicap des bras ou athlètes aveugles ou cavaliers sourds. Allures autorisées : pas, trot et galop.
- Catégorie IV : athlètes handicapés d’un ou deux membres ou déficients visuels. Allures autorisées : pas, trot et galop avec mouvements latéraux.

Pour les équipes de quatre cavaliers, l'un d'eux doit avoir un handicap de la plus lourde catégorie (I ou II). Ils vont participer chacun à deux reprises imposées pour le classement par équipe et une pour la qualification pour la reprise libre en musique afin de tenter le titre individuel.

### Résultats
| Épreuves                            | Or | Argent | Bronze |
| ----------------------------------- | --- | --- | --- |
| Grand Prix Individuel catégorie Ia  | Anne Dunham sur Teddy (GBR) | Sophie Christiansen sur Lambrusco III (GBR)                                                                                                   | Laurentia Tan sur Nothing To Lose (SIN)                                                                     |
| Grand Prix Individuel catégorie Ib  | Lee Pearson sur Gentlemen (GBR) | Jens Dokkan sur Lacour (NOR) | Marcos Alves sur Luthenay De Varnay (BRA)                                                                   |
| Grand Prix Individuel catégorie II  | Britta Näpel sur Cherubin 15 (GER) | Lauren Barwick sur Maile (CAN) | Caroline Cecile Nielsen sur Rostorn's Hatim-Tinn (DEN)                                                      |
| Grand Prix Individuel catégorie III | Hannelore Brenner sur Women Of The World (GER)                                                                                        | Annika Lykke Dalskov sur Alfarvad April Z (DEN)                                                                                               | Bettina Eistel sur Fabuleux 5 (GER)                                                                         |
| Grand Prix Individuel catégorie IV  | Philippa Johnson sur Benedict (RSA)                                                                                                   | Ann Cathrin Lubbe sur Zanko (NOR) | Georgia Bruce sur V Salute (AUS)                                                                            |
| Grand Prix libre catégorie Ia       | Sophie Christiansen sur Lambrusco III (GBR)                                                                                           | Anne Dunham sur Teddy (GBR) | Laurentia Tan sur Nothing To Lose (SIN)                                                                     |
| Grand Prix libre catégorie Ib       | Lee Pearson sur Gentlemen (GBR) | Ricky Balshaw sur Deacons Giorgi (GBR) | Marcos Alves sur Luthenay De Varnay (BRA)                                                                   |
| Grand Prix libre catégorie II       | Lauren Barwick sur Maile (CAN) | Felicity Coulthard sur Roffelaar (GBR) | Britta Näpel sur Cherubin 15 (GER)                                                                          |
| Grand Prix libre catégorie III      | Hannelore Brenner sur Women Of The World (GER)                                                                                        | Simon Laurens sur Ocean Diamond (GBR) | Annika Lykke Dalskov sur Alfarvad April Z (DEN)                                                             |
| Grand Prix libre catégorie IV       | Philippa Johnson sur Benedict (RSA)                                                                                                   | Ann Cathrin Lubbe sur Zanko (NOR) | Georgia Bruce sur V Salute (AUS)                                                                            |
| Classement par équipes              | Grande-Bretagne Sophie Christiansen sur Lambrusco III Anne Dunham sur Teddy Lee Pearson sur Gentlemen Simon Laurens sur Ocean Diamond | Allemagne Britta Näpel sur Cherubin 15 Angelika Trabert sur Londria 2 Steffen Zeibig sur Waldemar 27 Hannelore Brenner sur Women Of The World | Norvège Jens Dokkan sur Lacour Mariette Garborg sur Luthar Ann Cathrin Lubbe sur Zanko Sigrid Rui sur Nanof |

## Tableau des médailles
| Rang  | Nation          | Or | Argent | Bronze | Total |
| ----- | --------------- | -- | ------ | ------ | ----- |
| 1     | Grande-Bretagne | 5  | 5      | 0      | 10    |
| 2     | Allemagne       | 3  | 1      | 2      | 6     |
| 3     | Afrique du Sud  | 2  | 0      | 0      | 2     |
| 4     | Canada          | 1  | 1      | 0      | 2     |
| 5     | Norvège         | 0  | 3      | 1      | 4     |
| 6     | Danemark        | 0  | 1      | 2      | 3     |
| 7     | Australie       | 0  | 0      | 2      | 2     |
| 8     | Brésil          | 0  | 0      | 2      | 2     |
| 8     | Singapour       | 0  | 0      | 2      | 2     |
| Total | Total           | 11 | 11     | 11     | 33    |